# 菅野寛
菅野 寛（かんの ひろし、1958年11月14日 - ）は、日本の経営コンサルタント。早稲田大学大学院経営管理研究科教授、早稲田大学ビジネス・ファイナンス研究センター所長。

## 経歴・人物
東京工業大学工学部卒業。東京工業大学大学院修士課程修了。カーネギーメロン大学大学院修了、経営工学修士（MBA with Award）。1983年日建設計入社。1991年ボストン・コンサルティング・グループ入社。ボストン・コンサルティング・グループ パートナー&マネージング・ディレクターを経て、2008年一橋大学大学院国際企業戦略研究科教授。2011年オムロンヘルスケア取締役。2012年一橋大学大学院国際企業戦略研究科長、ジャパンディスプレイ取締役。2014年WOWOW取締役。2015年スタンレー電気監査役。2016年早稲田大学大学院経営管理研究科教授、三井海洋開発取締役。2017年ERIホールディングス取締役。2018年早稲田大学ビジネス・ファイナンス研究センター所長。2022年Laboro.AI取締役。

## 著書
- 『経営者になる経営者を育てる : BCG戦略リーダーシップ』ダイヤモンド社 2005年
- 『新しい日本的経営とは何か : 日本企業の強みと弱みを考える』日本科学技術連盟 2008年
- 『BCG流経営者はこう育てる』日本経済新聞出版社 2011年
- 『BCG経営コンセプト　構造改革編』東洋経済新報社 2016年
- 『経営の失敗学』日本経済新聞出版社 2018年
- 『全社戦略がわかる』日本経済新聞出版社 2019年
- 『MBAの経営戦略が10時間でざっと学べる』KADOKAWA 2020年